# Norbulingka
| Tibetische Bezeichnung                         |
| ---------------------------------------------- |
| Tibetische Schrift: ནོར་བུ་གླིང་ཀ                  |
| Wylie-Transliteration: nor bu gling kha        |
| Aussprache in IPA: [noːpuliŋka]                |
| Offizielle Transkription der VRCh: Norbulingka |
| THDL-Transkription: Norbulingka                |
| Andere Schreibweisen: Norbulinka               |
| Chinesische Bezeichnung                        |
| Traditionell: 羅布林卡                         |
| Vereinfacht: 罗布林卡                          |
| Pinyin:Luóbùlínkǎ                              |

Der Norbulingka ist ein Palast und ein Park in Lhasa (Tibet, China), der als Sommerresidenz des Dalai Lama diente.

## Geschichte
An der Stelle der Anlage befand sich ursprünglich ein Weidenhain. Über rund 250 Jahre wurde der Sommerpalast von Lhasa von den verschiedenen Dalai Lamas immer wieder erweitert und umgebaut. Die Errichtung erfolgte auf Anweisung des chinesisch-tibetischen Amban, der dem 7. Dalai Lama eine repräsentative Residenz schaffen wollte. Dieser ließ 1755 weitere Gebäude errichten und gab dem Palast den Namen Norbulingka („Juwelengarten“). Seit etwa 1780 diente der Norbulingka als traditionell vom vierten bis zum neunten Monat des tibetischen Kalenders dem Dalai Lama als Sommerresidenz.
1950 erfolgte die Eingliederung Tibets in die Volksrepublik China. Obwohl die chinesische Regierung in einem Abkommen kulturelle und religiöse Souveränität garantierte, nahmen Repressalien, Unterdrückung und Verbote auch in Tibet zu. Anfang März 1959 verbreiteten sich Gerüchte, dass die Verhaftung des noch sehr jungen 14. Dalai Lama unmittelbar bevor stünde. Aus diesem Grund umstellten am 10. März 1959 rund 30.000 Tibeter den Norbulingka-Palast, um einen menschlichen Schutzschild für das höchste Oberhaupt des Buddhismus zu bilden. Am 15. März verließen 3.000 Leibwächter des Dalai Lama den Palast und bezogen Stellung an einem vorbereiteten Fluchtweg. Am 17. März um 16 Uhr feuerte die chinesische „Volksbefreiungsarmee“ zwei Mörsergranaten auf den Norbulingka ab. Damit wurde deutlich, dass die chinesische Regierung den Dalai Lama tatsächlich ausschalten wollte. Am gleichen Abend um 22 Uhr verließ der Dalai Lama, verkleidet als Soldat mit einem Gewehr auf der Schulter den Norbulingka-Palast, um Tibet bis auf den heutigen Tag nicht mehr wiederzusehen. Laut tibetischen Angaben feuerten chinesische Soldaten 800 Granaten auf den Norbulingka ab. Tausende Männer, Frauen und Kinder, die sich immer noch um die Palastmauern herum befanden, wurden getötet; Zehntausende begaben sich auf die Flucht nach Indien. Am Ende lag der Palast in Schutt und Asche. Entgegen diesen Angaben berichtete das britische Ehepaar Roma und Stuart, das im Sommer 1962 längere Zeit Lhasa besuchte, man habe den Palast unversehrt, die Wohnung des Dalai Lama als Museum original erhalten, vorgefunden. Er sei seit dem 2. Okt. 1959 (Jahrestag der chinesischen Revolution) dem Volk öffentlich zugänglich. Das Gebäude wäre nicht wiederaufgebaut gewesen, sondern habe so wie auf einem Photo in der Autobiographie des Dalai Lama ausgesehen. Tote hätte es nur wenige unter den Bewaffneten des Sera-Klosters gegeben.
Nachdem Tibet einen Autonomiestatus erhalten hatte, begannen die Tibeter mit der Restaurierung erhalten gebliebener Gebäude und ab Anfang der 1980er Jahre mit dem originalgetreuen Wiederaufbau der Anlage. Heute ist der Norbulingka ein öffentlich zugängliches Museum. Der Park hat eine Fläche von 36 Hektar. Seit 1988 steht der Norbulingka auf der Liste der  Denkmäler der Volksrepublik China und seit 2001 ist er als Teil des „Historischen Komplexes des Potala-Palastes“ Weltkulturerbe der UNESCO.

## Galerie

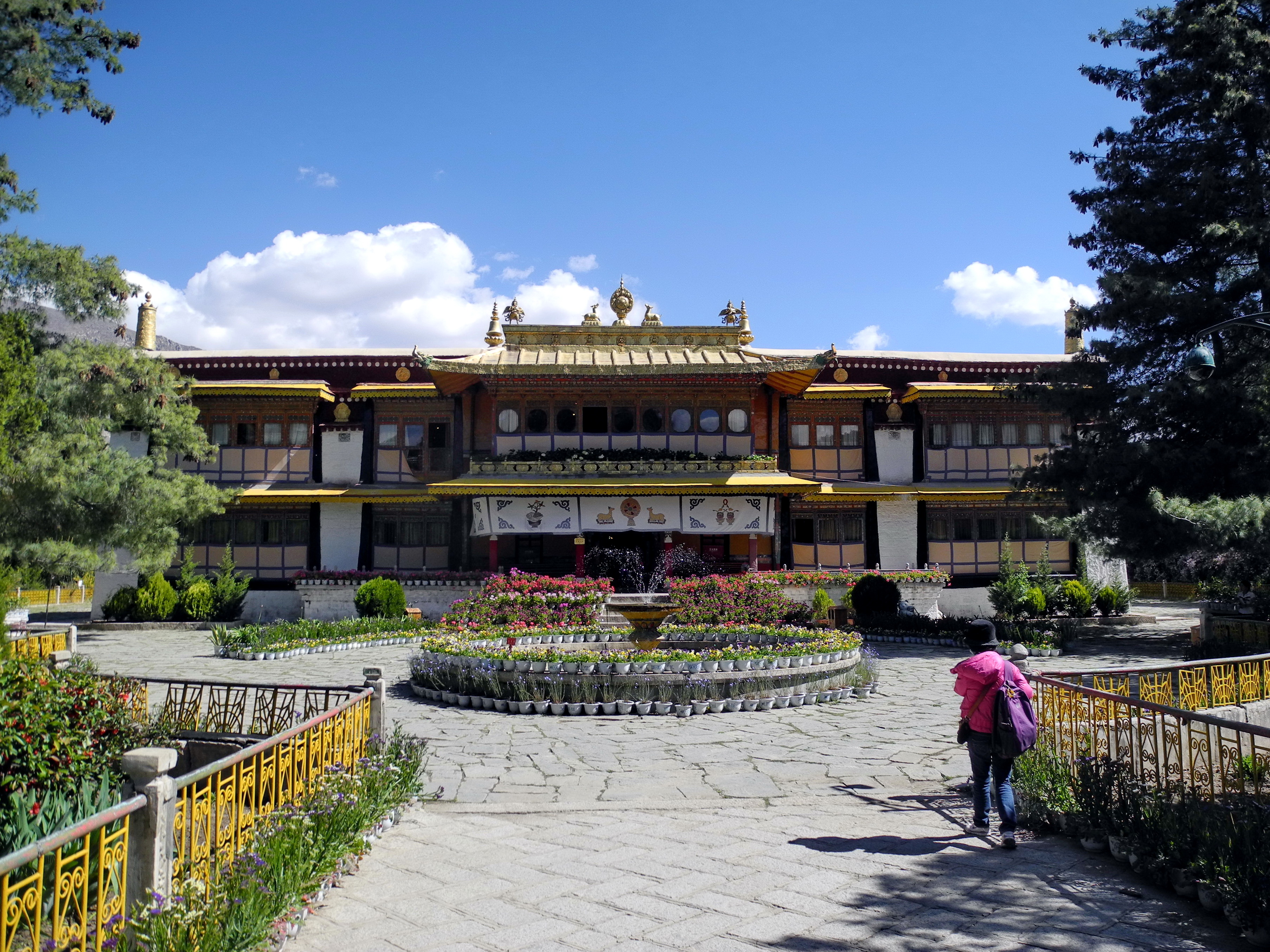
Sommerpalast des 14. Dalai Lamas im Norbulingka
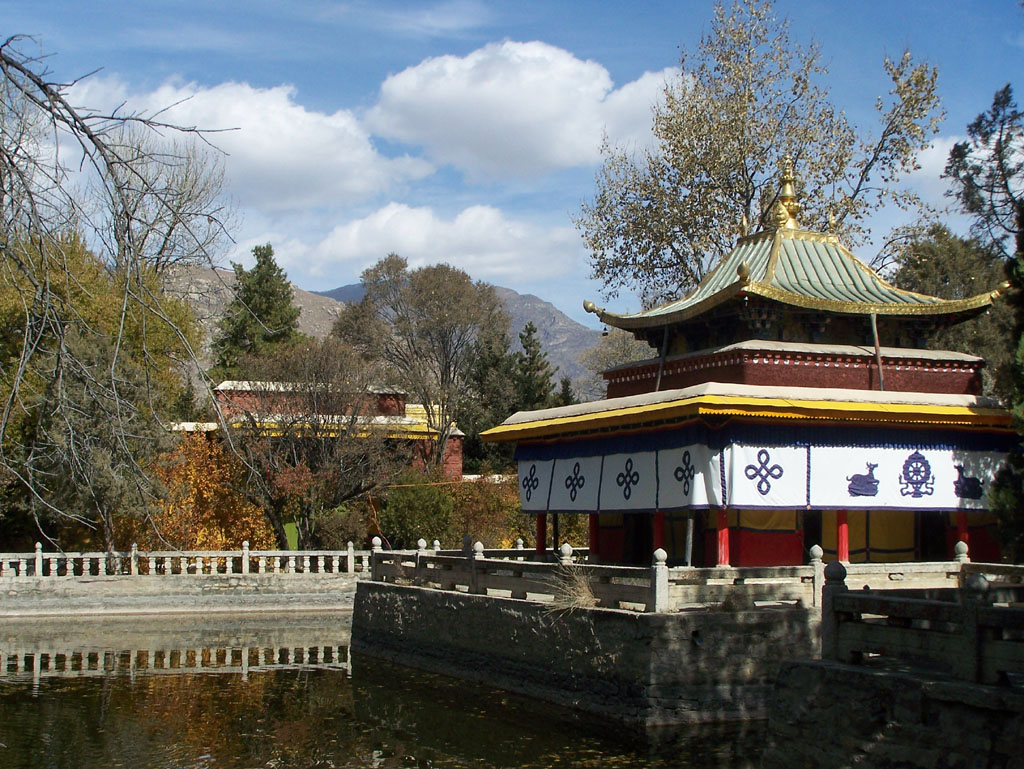
Park des Norbulingka
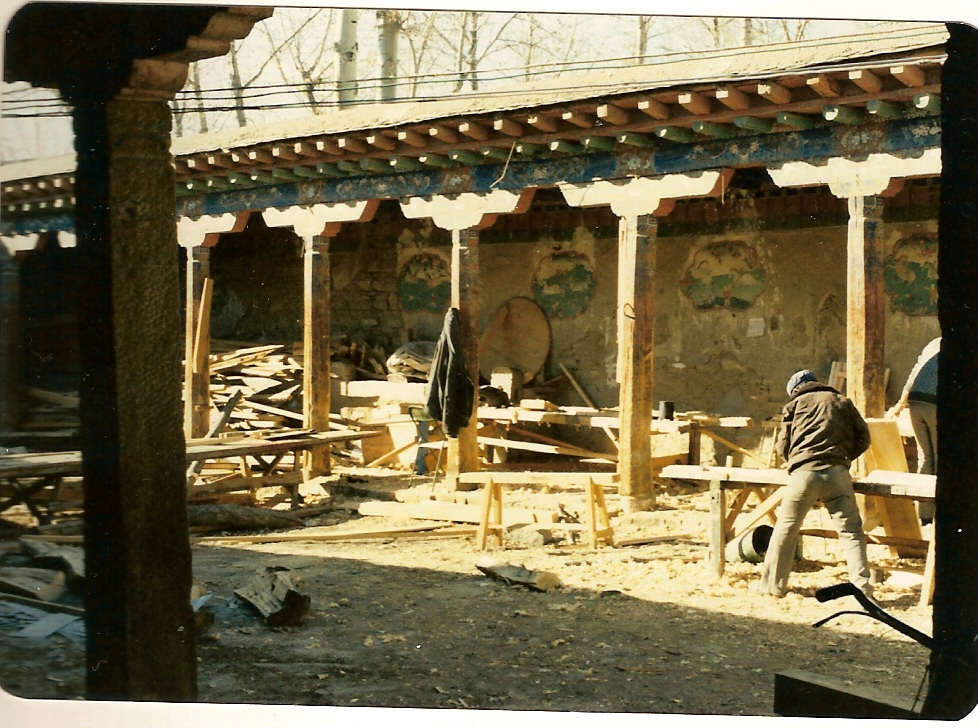
Die Pferdeställe der Dalai Lamas im Norbulingka, fotografiert 1986
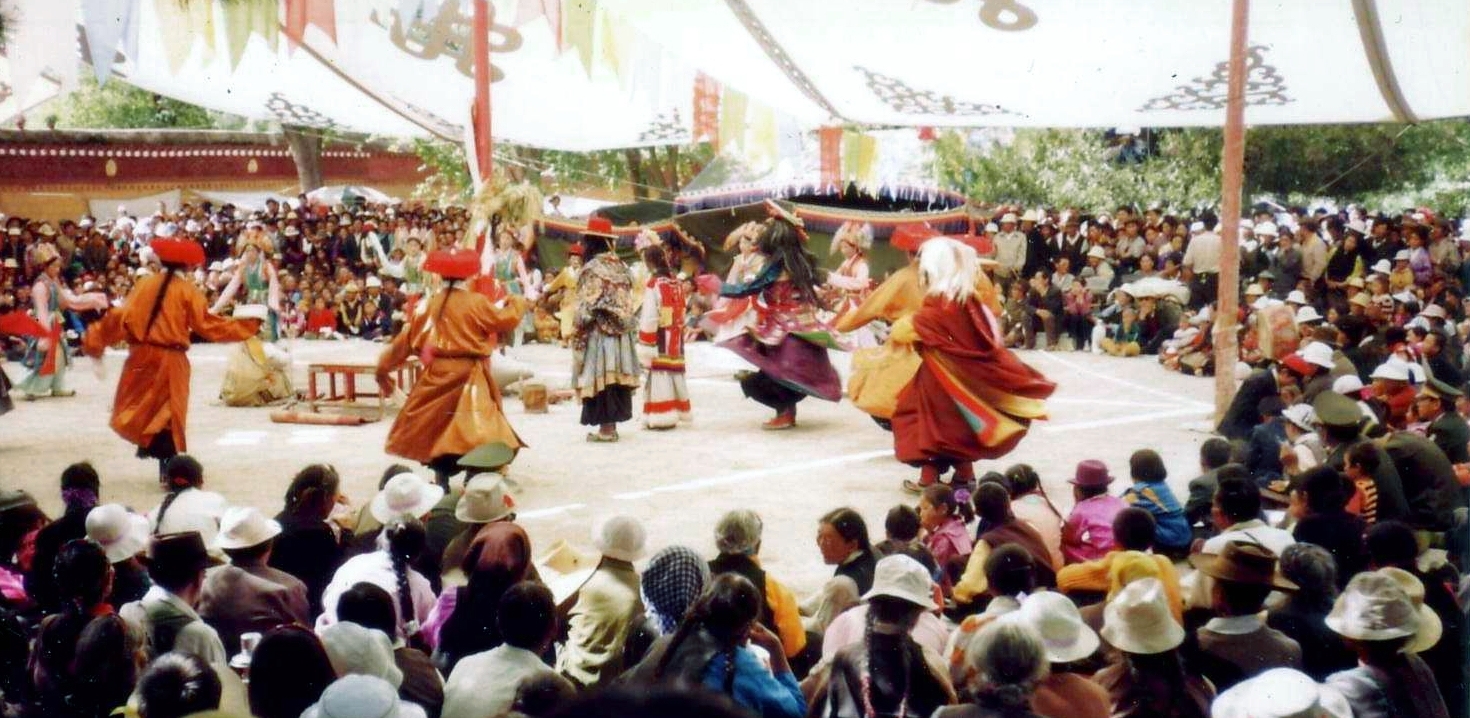
Tanz beim "Joghurt-Festival" (tib.: zho ston) im Norbulingka, fotografiert 1993